# Echteld
Echteld è una località dei Paesi Bassi situata nella municipalità di Neder-Betuwe, nella provincia della Gheldria.
Il 1º gennaio 2002, insieme al comune di Dodewaard è stato fuso nel comune di Kesteren, il 1º aprile 2003 Kesteren è stato ribattezzato Neder-Betuwe.